# Tupaia minor
Tupaia minor — це вид ссавців з родини Tupaiidae. Населяє Малайський півострів, острови Борнео та Суматра (Бруней, Індонезія, Малайзія, Таїланд). Цей вид зустрічається як у первинному, так і в вторинному лісі. Зареєстрований на висотах від 0 до 1000 метрів.

## Морфологічні особливості
Довжина голови й тулуба від 11 до 14 см, довжина хвоста від 13,5 до 17,5 см, маса від 35 до 80 г. Вуха від 8 до 14 мм, а довжина задніх лап — від 29 до 33 мм. Шерсть тварини світло-коричнева, довгий хвіст часто темніший, особливо у номінальної форми. Плечова смуга кольору слонової кістки чітка. Черево від кольору слонової кістки до світло-коричневого. Кігті на передніх і задніх лапах вигнуті, щоб адаптуватися до деревного способу життя.

## Спосіб життя
Вид денний і деревний. Однак тварин також ловили на землі в пастки з наживкою. Харчується переважно комахами та фруктами. Самиці зазвичай мають двох дитинчат на виводок.